# Kazimierszczyzna
Kazimierszczyzna – obecnie część wsi Zapaśniki na Białorusi, w obwodzie witebskim, w rejonie głębocki, w sielsowiecie Udział.
Nazwa dawnej używana – Kazimierowszczyzna.

## Historia
W czasach zaborów ówczesna wieś włościańska w granicach Imperium Rosyjskiego.
W dwudziestoleciu międzywojennym wieś leżała w Polsce, w województwie wileńskim, w powiecie duniłowickim (od 1926 postawskim), w gminie Łuck (od 1927 gmina Kozłowszczyzna).
Według Powszechnego Spisu Ludności z 1921 roku zamieszkiwało tu 51 osób, 2 było wyznania rzymskokatolickiego, 49 prawosławnego. Jednocześnie wszyscy mieszkańcy zadeklarowali białoruska przynależność narodową. Było tu 10 budynków mieszkalnych. W 1931 w 11 domach zamieszkiwało 46 osób.
Miejscowość należała do parafii rzymskokatolickiej w Mosarzu i prawosławnej w m. Wierzchnie. Podlegała pod Sąd Grodzki w Duniłowiczach i Okręgowy w Wilnie; właściwy urząd pocztowy mieścił się w Kozłowszczyźnie.
W 1938 roku miejscowość należała do gromady Zapaśniki gminy Kozłowszczyzna.
Po agresji ZSRR na Polskę w 1939 roku wieś znalazła się pod okupacją sowiecką, w granicach BSRR. W latach 1941–1944 była pod okupacją niemiecką. Następnie leżała w BSRR. Od 1991 roku w Republice Białorusi.